# Sony Xperia X Performance
Sony Xperia X Performance(Xperia XP)是Sony Mobile 於 MWC 2016年2月22日發表的旗艦手機，同時也是全新 X 系列智慧型手機中的旗艦版。搭載 5.0 吋 Full HD 曲面玻璃顯示幕、Snapdragon 820 處理器、3 GB 記憶體。2,300萬畫素主鏡頭，120fps慢動作錄影，支援 IP65 / 68 防水、防塵功能，配有指紋傳感器。同時發佈X系列的Xperia X及Xperia XA。
Xperia X Performance為安卓作業系統的旗艦級高階智慧型手機。同期(2016年5月19-20日)的主要競爭對手有Apple iPhone 6S、HTC 10、Huawei P9、LG G5 與Samsung Galaxy S7。
Xperia X Performance為Sony Xperia X系列中第一部旗艦級手機。

## 規格

### 硬體
Xperia X Performance採用5.0英寸（13厘米）1080p屏幕，搭配64位元 2.2 GHz四核Qualcomm Snapdragon 820 MSM8996 處理器和3GB RAM。還具有32GB和64GB內部存儲，microSD卡擴展至200GB，並有不可拆卸的2700mAh電池。 
Xperia X Performance的後置攝像頭為2300萬像素，傳感器尺寸為1 / 2.3英寸，光圈為f / 2.0，具有快速啟動的Sony Exmor RS圖像傳感器，還具有混合自動對焦功能，可利用相位檢測自動對焦將對像在0.03秒內聚焦。該設備還具有防塵、防水功能，防護等級為65和68，並配有指紋傳感器。

### 軟體
Xperia X Performance已經預先搭載了Android 6.0.1 Marshmallow 以及索尼設計之介面與軟體。在2016年8月23日，索尼宣布了Xperia X Performance將會收到升級Android 7.0 Nougat的推播通知。
2016年11月29日，Xperia X Performance的Android 7.0 Nougat更新正式推出。

在2017年11月27日發佈 Android 8.0 Oreo更新

## 顏色
X系列與Z系列最大的不同，在於X系列的正面採用與機身相同的色系，而非以往Z系列的黑色或白色。

顏色包括：
| 顏色 | 名稱     | 英語           | 備註                   |
| ---- | -------- | -------------- | ---------------------- |
|      | 石墨黑色 | Graphite Black |                        |
|      | 白色     | White          | 正面白色，背面則是銀色 |
|      | 萊姆金   | Lime Gold      |                        |
|      | 玫瑰金   | Rose Gold      |                        |